# Вторжение на Родос (1912)
Вторжение на Родос (англ. Invasion of Rhodes) — операция итальянской армии и флота в мае 1912 года в Эгейском море. Итальянские войска под командованием генерал-лейтенанта Джованни Амелио высадились на удерживаемом Турцией острове Родос и после тринадцати дней боев взяли его под свой контроль, положив конец почти 400-летнему османскому правлению.
Итальянские войска насчитывали около 9 000 — 10 400 человек, поддерживаемых флотом. Многие из итальянских военнослужащих были ветеранами кампании в Ливии и были переброшены из Бенгази и Тобрука. Итальянцы оценили османский гарнизон на острове в 2000 — 5000 человек, поэтому выжидали, пока не собрали достаточно войск для вторжения.
На самом деле турецкие войска насчитывали около 1000 солдат и офицеров и небольшое количество старых артиллерийских орудий. 10 000 ополченцев были набраны из местного мусульманского гражданского населения.
Итальянский флот начал действовать у острова за несколько дней до вторжения. 1 мая был перерезан кабель связи, соединяющий Родос с материком.
В 4 часа утра 4 мая началась беспрепятственная высадка войск в бухте Калифея, которая продолжалась до 14 часов, после чего итальянцы начали марш на север, к городу Родос.
Первая линия турецкой обороны находилась на плато Смит, где позицию занимали несколько сотен человек. После того как одиннадцать итальянских кораблей обстреляли этот район, итальянские войска атаковали позицию. Турки были разбиты и в ту же ночь отступили в горы вокруг Псифоса.
Победившие итальянцы продвинулись к Родосу и остановились в двух км от города. На следующее утро, в 10:00, город был сдан без сопротивления.
Тем временем в Калаварде и заливе Малона, примерно в тридцати милях к югу от Родоса, была произведена дополнительная высадка войск, не встретившая сопротивления.
Турецкие чиновниками вместе с губернатором пытались бежать с острова, но 7 мая были захвачены итальянским эсминцем «Остро».
Завершив высадку в Калаварде и бухте Малона, 15 мая генерал-лейтенант Амелио снова перешел в наступление против сил противника, расположенных вокруг Псифоса. Итальянские войска смогли окружить с трех сторон турецкие позиции, в то время как броненосец «Аммиральо ди Сен-Бон» обстреливал с четвертого скопление вражеских войск. После девятичасового боя турки потерпели поражение и на следующий день, 16 мая, турецкие командиры сдались.
После 390 лет османского правления Родос оказался под контролем Италии.
Итальянские действия в Эгейском море не остановились на Родосе. В день высадки в Калифее десант с эсминцев «Нембо» и «Аквилон» занял остров Липсос. С 4 по 20 мая один за другим были оккупированы острова Калкия, Калиммо, Пископи Лоро, Патмос, Скарпанто, Каго, Нисиро, Сими и Кос.